# سالن روباز حربیه
سالن روباز جمیل توپوزلو (ترکی استانبولی: Cemil Topuzlu Açıkhava Tiyatrosu) که بیشتر به نام سالن روباز حربیه شناخته می‌شود، یک تماشاخانه است که در منطقه حربیه از ناحیه شیشلی در استانبول ترکیه قرار گرفته‌است. از این تماشاخانه بیشتری برای فعالیت‌های فرهنگی نظیر کنسرت‌های موسیقی استفاده می‌شود.